# 额定风险物
额定风险物（英文：Specified risk material，縮寫：SRM）是指反刍动物不适用作人类食物原料的特定器官。科学家发现导致疯牛病的朊毒体会大量积聚于这些器官中。这个术语的名称源于英国的“1997年额定风险物法案”及美国农业部对2003年12月在美出现的首起疯牛病病例的回应。
这些特定器官可能会包含脑、眼、脊髓及其他器官；具体定义会随各国裁决而不同。在新规定下（69 FR 1862，2004年1月12日），额定风险物为：脑、颅骨、眼、三叉神经结 （页面存档备份，存于）、脊髓、脊柱（存有例外）、30个月或更大牛族的背根神经节（DRG） （页面存档备份，存于），以及所有牛族的扁桃体和回肠末端。

## 疯牛病
研究发现疯牛病传染物会聚集在受感染的家畜的中枢神经系统。没有证据表明疯牛病会感染肌肉组织。

### 疯牛病额定风险物
在美国和加拿大，额定风险物定义为：颅骨、脑、三叉神经结（与脑相连并靠近颅骨外部）、眼、脊髓、回肠末端（小肠的一部分）以及30个月或更大牛族的背根神经节（与脊髓相连并靠近脊椎）。2004年1月12日，美国农业部下属食品安全检疫部（Food Safety and Inspection Service，简称FSIS）颁布了新规定以禁止将这些材料用于供应人类食物。
在英国和其他将额定风险物认定为风险适中或高风险的国家，世界动物卫生组织（OIE）规章建议的移除部分为：所有牛族的扁桃体及肠；12个月或更大牛族的脑、眼、脊髓、颅骨及脊柱。
在欧盟，法律规定额定风险物禁止流通于人类及动物的食物链。

### 移除疯牛病额定风险物
世界动物卫生组织制定了基于风险而移除额定风险物的建议和准则。在美国，任何年龄的牛族都会被移除扁桃体。额定风险物必须在屠宰场移除并当作不可使用物处理。背根神经节必须在剔骨时移除，30月或更大牛族的脊柱（除了尾部的脊骨、腰部的横突、胸椎及骶骨翼）会被移除以保证背根神经节的完全取出。